# Ascari A10
Ascari A10 — суперкар, выпускаемый британской компанией Ascari Cars, основанной голландским предпринимателем Клаасом Цвартом. Это третий автомобиль компании, после Ecosse и KZ1. Назван в честь десятилетия Ascari. Также был представлен в декабре 2007 года на телепередаче Top Gear.
Автомобиль оснащается модифицированным двигателем BMW S62 V8, мощь которого передаёт 6-ступенчатая механическая, либо секвентальная коробка передач. A10 имеет похожий с KZ1 карбоновый кузов, однако имеет усовершенствованную подвеску и иной экстерьер. Несмотря на то, что автомобиль имеет FIA-каркас и систему пожаротушения, он весит всего 1280 килограмм, хотя этого и удалось добиться лишь вследствие удаления звукоизоляции, кондиционера и звуковой стерео-системы. Отрезок в четверть мили (402 метра) он проходит за 10,8 секунд на скорости 222 км/ч, разгон до 100 осуществляется за 3,9 секунды, а максимальная скорость составляет 354 км/ч, из-за чего автомобиль входит в десятку быстрейших автомобилей для дорожного пользования .
Компания планирует выпустить 50 автомобилей в Банбери, Великобритания, ценой в 655,000$ .

## Результат на трассе
| Место  | Трасса         | Время  | Не догнал            | Обогнал                |
| ------ | -------------- | ------ | -------------------- | ---------------------- |
| 14/116 | Top Gear Track | 1:17.3 | Gumpert Apollo Sport | Caterham Seven CSR 260 |